# Verordnung zur Emissionsbegrenzung von leichtflüchtigen halogenierten organischen Verbindungen
Die Verordnung zur Emissionsbegrenzung von leichtflüchtigen halogenierten organischen Verbindungen (2. BImSchV) gilt für bestimmte Oberflächenbehandlungs-, Chemischreinigungs- und Textilausrüstungs- sowie Extraktionsanlagen und regelt u. a. die Zulässigkeit von Einsatzstoffen, die Betriebsweise und die Überwachung dieser Anlagen.

## Anwendungsbereich
Die Verordnung gilt für den Betrieb von Anlagen, die Lösemittel mit 
- leicht flüchtigen Halogenkohlenwasserstoffen oder
- sonstigen leicht flüchtigen halogenierten organischen Verbindungen

einsetzen. Betroffen sind Oberflächenbehandlungsanlagen (z. B. Chemische Reinigungsanlagen, Anlagen zur Oberflächenreinigung von elektronischen Bauteilen) und Extraktionsanlagen.

## Einsatzstoffe
Die 2. BImSchV enthält eine Reihe konkreter Anforderungen an Einsatzstoffe:
- Kanzerogene, keimzellmutagene oder reproduktionstoxische Stoffe müssen so weit wie möglich ersetzt werden (§ 2 Abs. 1). Wo dies nicht möglich ist, gelten strenge Anforderungen an die Emissionen.
- An leichtflüchtigen Halogenkohlenwasserstoffen dürfen nur Tetrachlorethen, Trichlorethen oder Dichlormethan in technisch reiner Form eingesetzt werden. Zu beachten ist, dass Trichlorethen als krebserzeugend eingestuft ist und damit so weit wie möglich ersetzt werden soll. Trichlorethen und Dichlormethan dürfen aber trotzdem nicht beim Betrieb von Chemischreinigungs- und Textilausrüstungsanlagen eingesetzt werden (§ 2 Abs. 2). Trichlorethen zusätzlich auch nicht bei Extraktionsanlagen.
- Außerdem können halogenierte organische Verbindungen, die nicht Kohlenwasserstoffe sind, eingesetzt werden. Dazu zählen beispielsweise Hydrofluorether.

## Anforderungen an die Anlagen
Die Anlagen zur Oberflächenbehandlung, aber auch Chemischreingiungs- und Textilausrüstungsanlagen müssen geschlossen betrieben werden, abgesaugte Abgase müssen einem Abscheider zugeführt werden. Die abgeschiedenen halogenierten Lösemittel sind zurückzugewinnen. Für die verbleibenden Emissionen enthält die 2. BImSchV Grenzwerte. 
Auch für Extraktionsanlagen bestehen entsprechende Grenzwerte.